# Toy-Box
Toy-Box est un groupe musical danois de bubblegum dance formé dans les années 1990. Le groupe est composé de deux membres : Anila Mirza et Amir El-Falaki. Anila est née le 8 octobre 1974 à Hillerød au Danemark d'une mère pakistano-irannienne et d'un père indien. Amir est né le 12 août 1973 à Copenhague. Le groupe voit sa carrière commencer avec leur succès Tarzan & Jane issu de leur premier album FanTastic sorti en 1999.

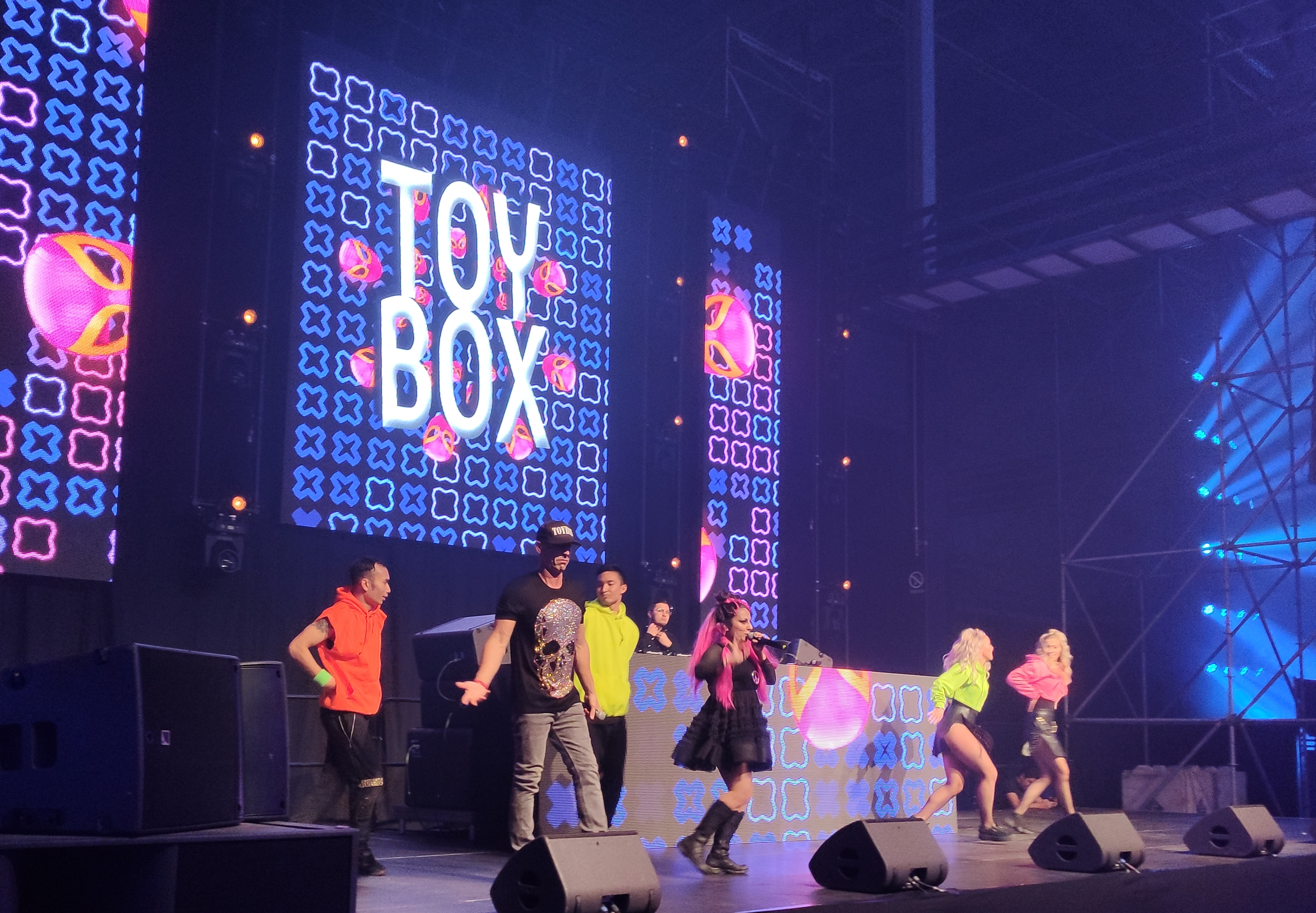
Toy-Box sur scène en décembre 2019.

En 2001 sort leur deuxième album Toy Ride.
Le groupe s'est séparé, Amir devenant professeur de dance, chorégraphe et entraineur de l'équipe des pom-pom girls du FC Copenhague. Anila a changé son nom pour Aneela et s'est lancée dans une carrière solo.
Toy-Box s'est reformé en 2017. Mais aucune nouvelle information de ces deux personnes.